# Цар-Асен (Силистренская область)
Цар-Асен (болг. Цар Асен) — село в Болгарии. Находится в Силистренской области, входит в общину Алфатар. Население составляет 131 человек.

## Политическая ситуация
Цар-Асен подчиняется непосредственно общине и не имеет своего кмета.
Кмет (мэр) общины Алфатар — Радка Георгиева Желева (Болгарская социалистическая партия (БСП)) по результатам выборов в правление общины.